# Charlestown (Saint Kitts och Nevis)
Charlestown är en stad i Saint Kitts och Nevis och huvudort på ön Nevis. Staden ligger på öns västra kust och har cirka 1 500 invånare. Sedan 17 september 1998 är staden uppsatt på landets tentativa världsarvslista. Det är den största staden i Nevis och den näst största i hela landet.